# Acaena anserovina
Acaena anserovina är en rosväxtart som beskrevs av Anthony Edward Orchard. Acaena anserovina ingår i släktet taggpimpineller, och familjen rosväxter. Inga underarter finns listade i Catalogue of Life.